# Cymopterus lapidosus
Cymopterus lapidosus là một loài thực vật có hoa trong họ Hoa tán. Loài này được (M.E.Jones) M.E.Jones mô tả khoa học đầu tiên năm 1898.